# Giustizia di Traiano

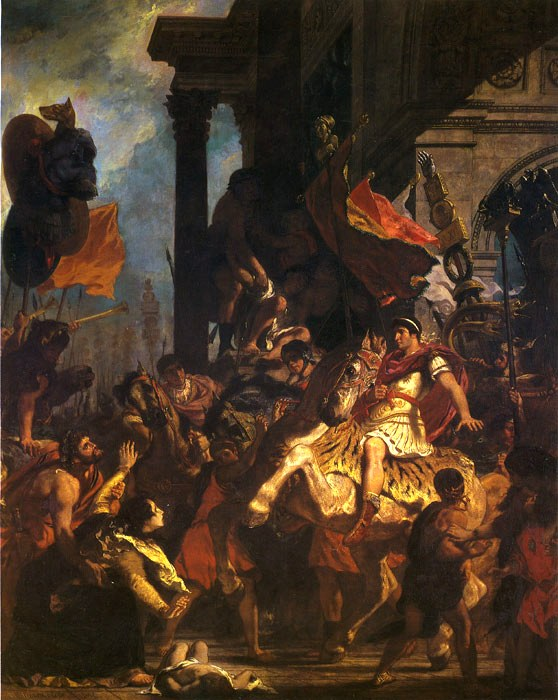
La Giustizia di Traiano di Eugène Delacroix, 1840.

La Giustizia di Traiano è un episodio leggendario della vita dell'imperatore romano Traiano, basata sul resoconto di Cassio Dione (Epitome del libro LXVIII, cap. 10): «Egli ad ogni modo, più di quanto ci si aspettasse da un uomo guerresco, prestò attenzione all'amministrazione civile e dispensò giustizia; egli conduceva personalmente i processi oggi del Foro di Augusto, ora nel Portico di Livia, come era chiamato, o talvolta in qualsiasi altro tribunale».

## Storia
Secondo la storia, Traiano, impegnato coi preparativi delle guerre di Dacia, ricevette in udienza la madre di un uomo assassinato. Egli chiese di aspettarlo sino al suo ritorno, ma ella riferì che egli avrebbe potuto non tornare affatto dalla guerra e richiese che il suo caso venisse subito giudicato. Preso quindi da senso del dovere, Traiano preferì ritardare la partenza per la guerra per assolvere ai propri doveri di giudice supremo ed assicurare che fosse fatta giustizia.

## Giudizio storico
Le origini della leggenda e le sue vicissitudini sin dall'antichità sono stati oggetto di numerosi studi, tra cui un'analisi dettagliata che compare in Leggende di Giacomo Boni del 1906. L'episodio era già stato ripreso ne La Giustizia del poeta bielorusso Simeone di Polotsk (1629-1680). Tra gli artisti che raffigurarono l'episodio di questa leggenda citiamo Eugène Delacroix, Rogier van der Weyden, Hans Sebald Beham, Noël Coypel e Noël Hallé.
Storicamente, la giustizia di Traiano può riferirsi anche a quanto descritto da Plinio il Giovane (Epistulae, VI, 31, processo a Centumcellae) o a quanto raffigurato sulla Colonna Traiana dove l'imperatore viene mostrato nell'atto di giudicare alcuni capi barbari catturati, o in una pittura perduta di Rogier van der Weyden, raffigurazione che la città di Bruxelles aveva commissionato allo stesso pittore per il Municipio di Bruxelles per porla a confronto con la giustizia di Erchinbaldo, leggendario duca dei burgundi; i dipinti vennero distrutti nel corso del bombardamento francese della città nel 1695 ed oggi sopravvivono unicamente in copie ad arazzo realizzate nel Quattrocento per il vescovo di Losanna in un'unica composizione dal titolo La Giustizia di Traiano e Erchinbaldo.

## NellaDivina Commediadi Dante
La leggenda, seppur indirettamente, venne resa ampiamente popolare dalla Divina Commedia di Dante Alighieri, il quale vi allude sia nel Purgatorio che nel Paradiso. Nel Medioevo cristiano, infatti, alla storia era stato per così dire aggiunto un seguito, in base al quale si affermava che papa Gregorio Magno, venuto – secoli dopo – a conoscenza del fatto e rimastone profondamente commosso, avesse pregato così intensamente per l'anima di Traiano da aver indotto Dio a trarlo dall'Inferno per accoglierlo in Paradiso. Dante indica l'episodio come uno degli esempi dell'imperscrutabilità dell'operare divino (tema da cui è fortemente pervaso tutto il suo poema, e il Paradiso in particolare): Traiano, infatti, non era stato battezzato e quindi, in linea teorica, non avrebbe potuto accedere alla salvezza.
In Purgatorio, X, 73-94, si legge:
del roman principato, il cui valore

mosse Gregorio a la sua gran vittoria;

i’ dico di Traiano imperadore;

e una vedovella li era al freno,

di lagrime atteggiata e di dolore.

Intorno a lui parea calcato e pieno

di cavalieri, e l’aguglie ne l’oro

sovr’essi in vista al vento si movieno.

La miserella intra tutti costoro

pareva dir: «Segnor, fammi vendetta
 
di mio figliuol ch’è morto, ond’io m’accoro»;

ed elli a lei rispondere: «Or aspetta

tanto ch’i’ torni»; e quella: «Segnor mio»,

come persona in cui dolor s’affretta,

«se tu non torni?»; ed ei: «Chi fia dov’io,

la ti farà»; ed ella: «L’altrui bene

a te che fia, se ‘l tuo metti in oblio?»;

ond’elli: «Or ti conforta; ch’ei convene

ch’i’ solva il mio dovere anzi ch’i’ mova:

giustizia vuole e pietà mi ritene.»
Quindi, in Paradiso, XX, 43-48:
colui che più al becco mi s’accosta,
 
la vedovella consolò del figlio:

ora conosce quanto caro costa
 
non seguir Cristo, per l’esperienza
 
di questa dolce vita e de l’opposta.»
Infine, nello stesso Paradiso, XX, 100-117:
ti fa maravigliar, perché ne vedi

la region de li angeli dipinta.

D’i corpi suoi non uscir, come credi,

Gentili, ma Cristiani, in ferma fede

quel d’i passuri e quel d’i passi piedi.

Ché l’una de lo ‘nferno, u’ non si riede

già mai a buon voler, tornò a l’ossa;

e ciò di viva spene fu mercede:

di viva spene, che mise la possa

ne’ prieghi fatti a Dio per suscitarla,

sì che potesse sua voglia esser mossa.

L’anima gloriosa onde si parla,

tornata ne la carne, in che fu poco,

credette in lui che potea aiutarla;

e credendo s’accese in tanto foco

di vero amor, ch’a la morte seconda

fu degna di venire a questo gioco.»
Il racconto era molto noto al tempo di Dante: fu rielaborato da Pietro Abelardo e Giovanni di Salisbury, che attribuito o maggiore peso ai meriti di Traiano, ridimensionando il ruolo di Gregorio.

## Galleria d'immagini

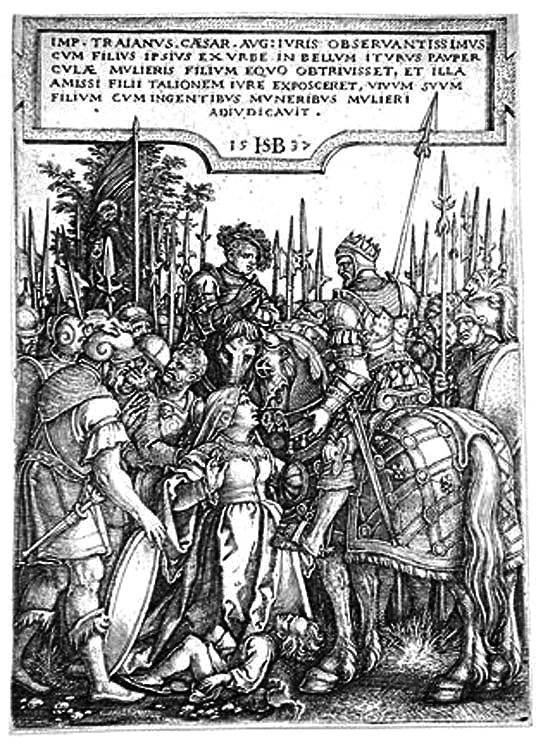
La Giustizia di Traiano di Hans Sebald Beham.
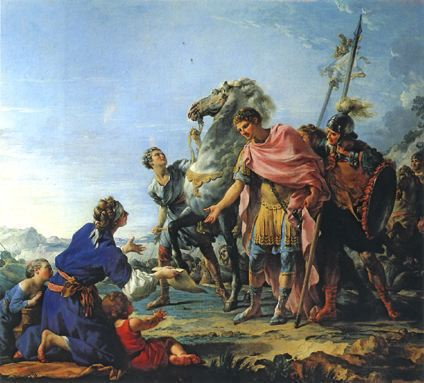
La Giustizia di Traiano di Noël Hallé.